# 国東半島

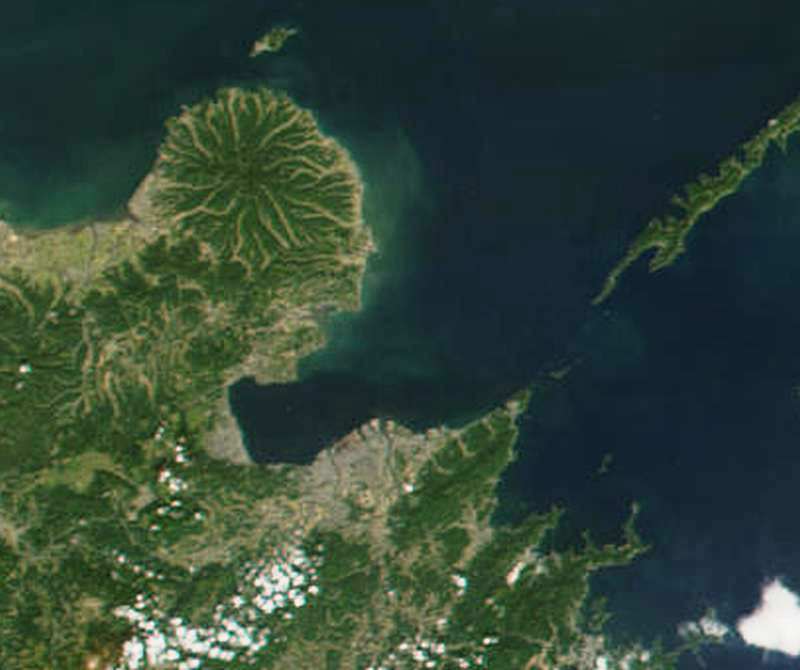
国東半島と瀬戸内海

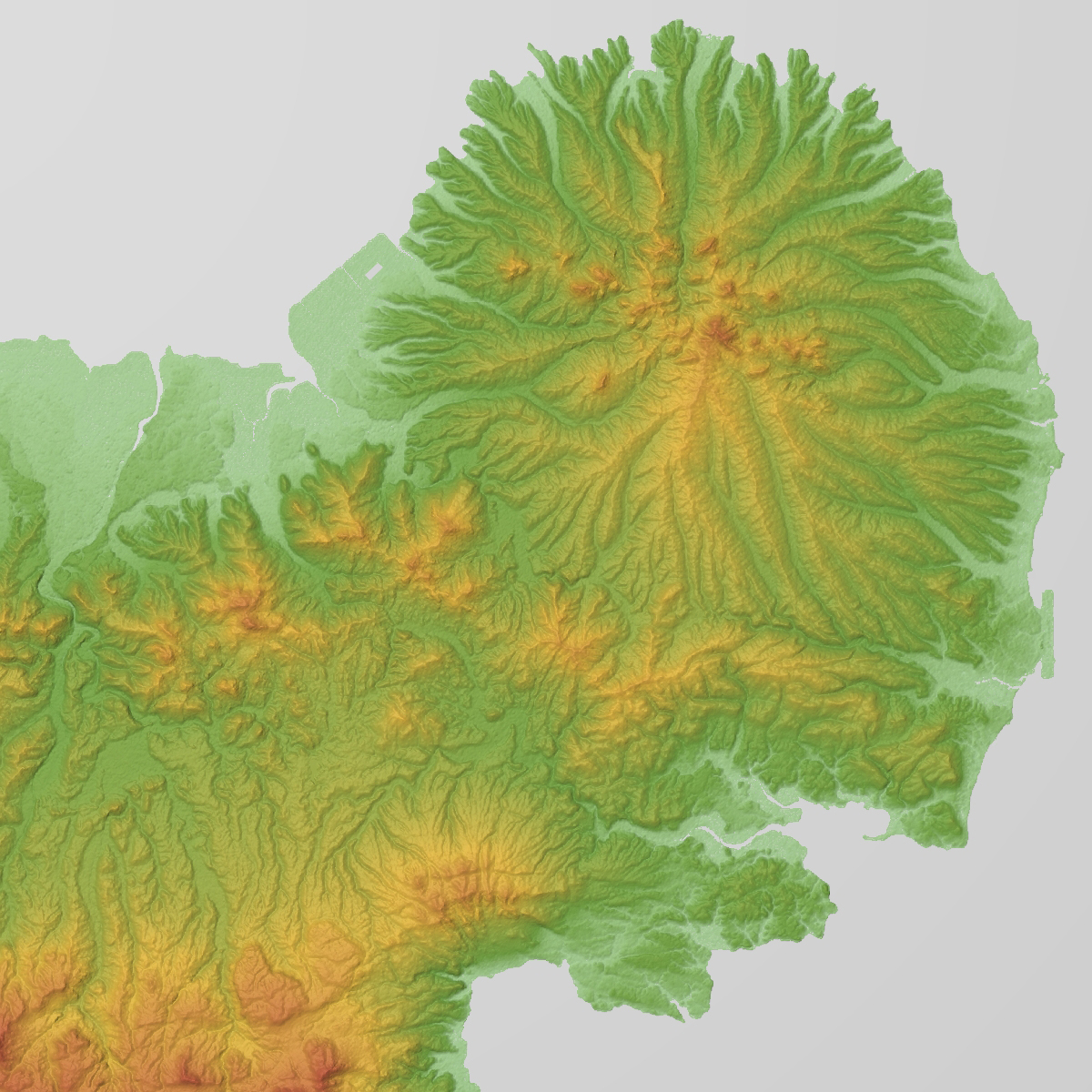
地形図

国東半島（くにさきはんとう）は、大分県の北東部に位置する半島である。

## 地理
大分県北東部に位置し、南側を別府湾、東側を伊予灘、瀬戸内海、北側を周防灘に囲まれている。半島の北には姫島がある。

### 気候
瀬戸内海式気候に属し、年間を通じて降水量が少なく、冬も晴れる日が多い。

### 地形
標高721mの両子山をはじめとする両子火山群の峰々がそびえており、半島全体が円に近い火山地形である。丘陵地と谷が海岸に向かって放射状に伸びる。北部の海岸線は小さな入り江と岬が連続するリアス式海岸となっている。日本の秘境100選に選定されている。

### 半島内の自治体
- 豊後高田市
- 国東市
- 杵築市
- 速見郡
  - 日出町

人口98,314人、面積877.68km²、人口密度112人/km²。（2025年2月1日、推計人口）

## 宗教
奈良時代から平安時代にかけて、仏教（天台宗）に宇佐八幡の八幡信仰（神道）を取り入れた「六郷満山」と呼ばれる仏教文化が形成され、山岳地域の険しい山道を歩く「峰入り」と呼ばれる難行が行われるようになった。「六郷」とは、来縄（くなわ、現・豊後高田市）・田染（たしぶ、豊後高田市）・伊美（いみ、国東市国見町）・国東（国東市国東町）・安岐（あき、国東市安岐町）・武蔵（むさし、国東市武蔵町）の6つの地域を指しているといわれる。現在でも内陸部を中心に多数の寺があり、観光名所となっている。
また、江戸時代のキリスト教徒で、日本人として初めてエルサレムを訪れたペトロ・カスイ・岐部の出身地でもある。

## 交通

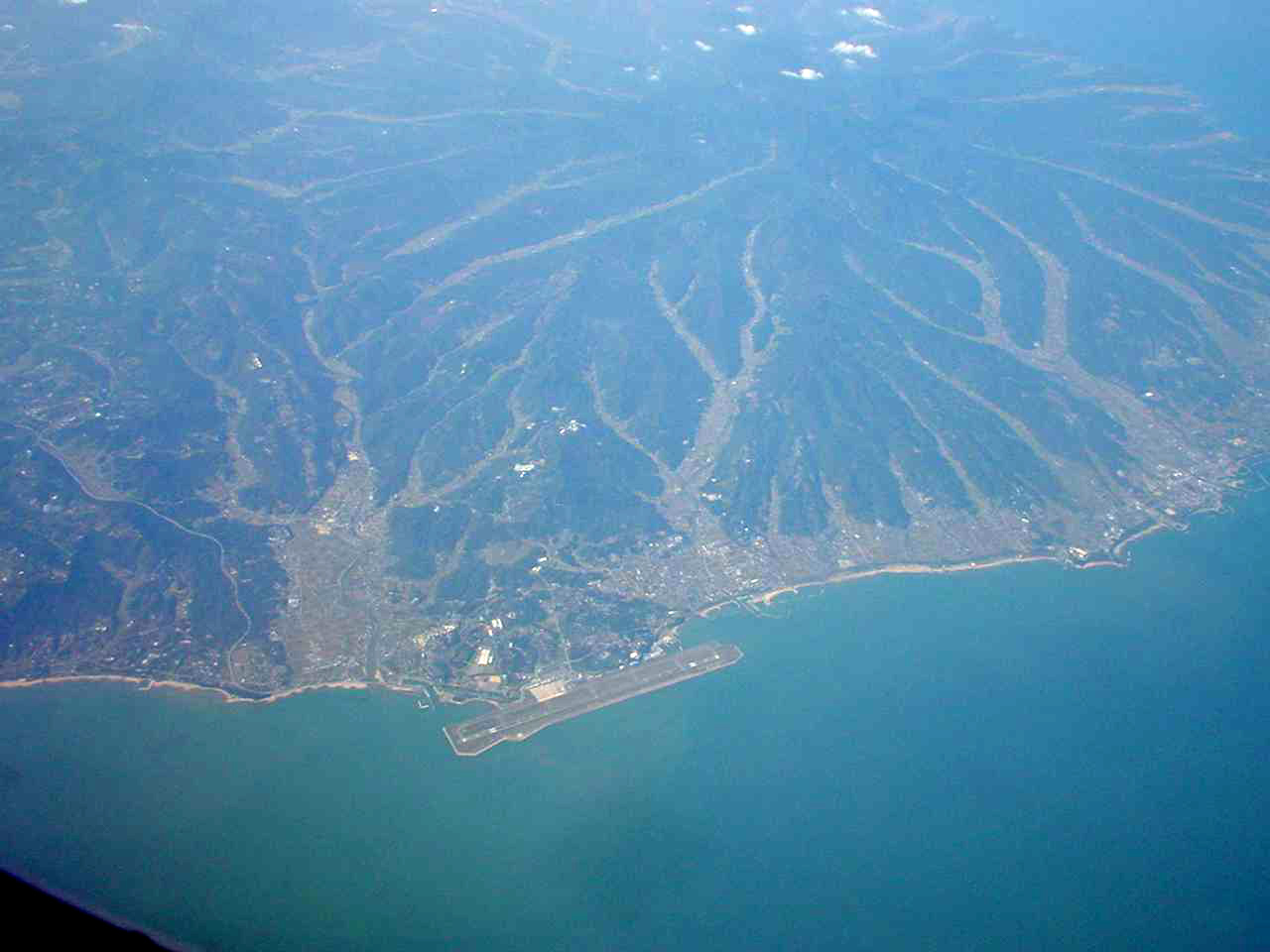
大分空港

### 空港
- 半島の南東部に大分空港がある。

### 鉄道
- かつて、大分交通国東線が杵築市の杵築駅から国東町（現・国東市）の国東駅までの間を結んでいたが、1966年に全廃された。
- JR九州日豊本線が、半島の付け根を国道10号とほぼ併走している。

### 道路
- 半島の付け根に沿って国道10号が通り、海岸線に沿って国道213号が通っている。内陸部は県道が整備されている。

### 航路
- 山口県周南市（徳山港）と国東市国見（竹田津港）の間にスオーナダフェリーが運航されている。
- 大分市（大分港）と大分空港の間に大分ホーバーフェリーによるホーバークラフト航路があったが2009年10月31日に廃止された。